# مالبورک
مالبورک (به لاتین: Malbork) یک شهر در لهستان است که در شهرستان مالبورک واقع شده‌است.

## خصوصیات
مالبورک ۱۷٫۱۵ کیلومترمربع مساحت و ۳۸٬۴۷۸ نفر جمعیت دارد.

## خواهرخوانده
شهرهای نوردهورن و Sölvesborg Municipality خواهرخوانده‌های مالبورک هستند.